# Arboretum Von Gimborn

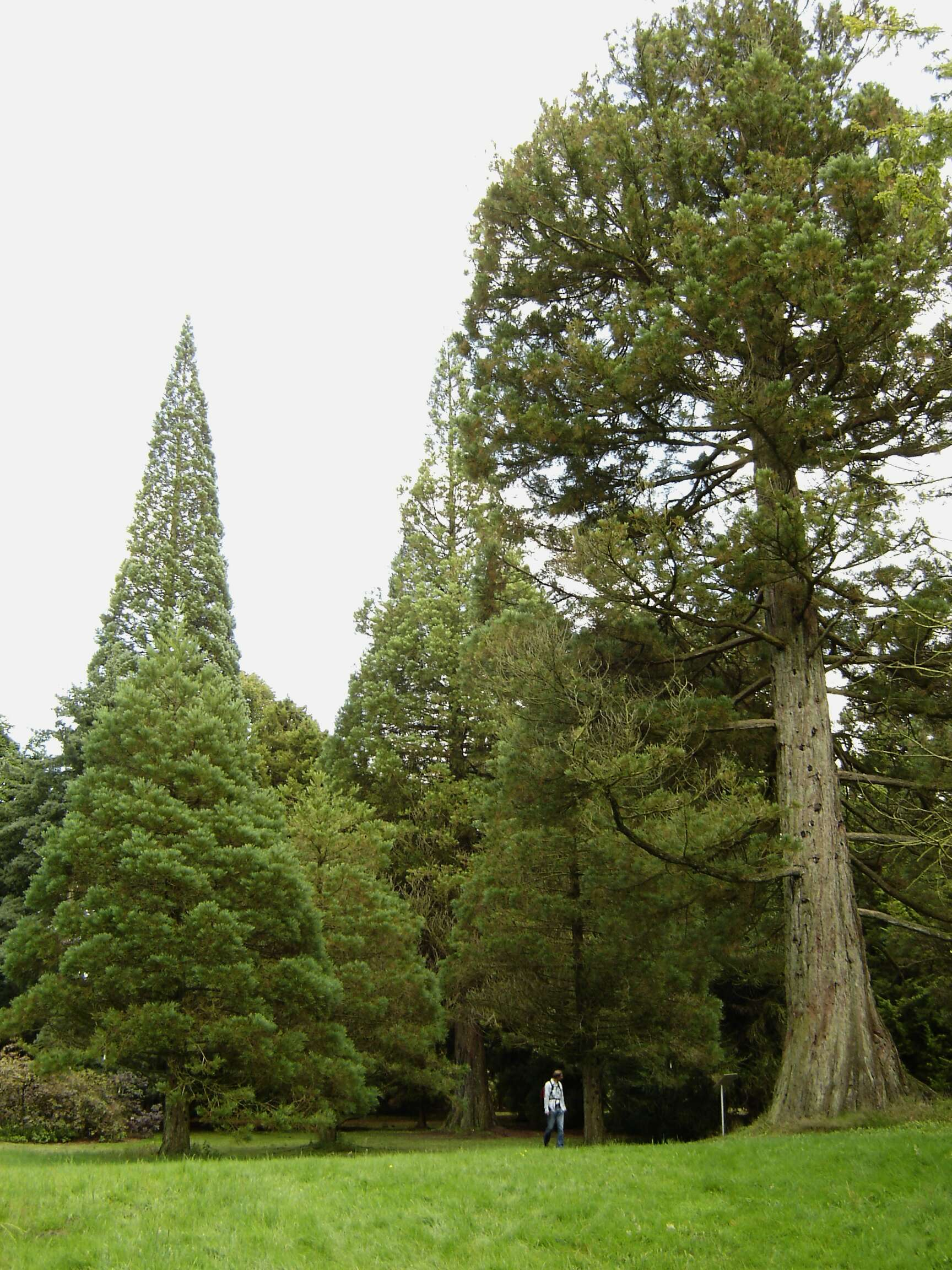
El corpulento Sequoiadendron giganteum del Von Gimborn Arboretum.

El Arboreto Von Gimborn (en holandés: Von Gimborn Arboretum) es el arboreto más importante de los Países Bajos, con una extensión de 27 hectáreas, que está administrado por la Universidad de Utrecht y forma parte del Jardín Botánico de la Universidad de Utrecht), y se encuentra en Doorn, Holanda. Su código de identificación internacional como institución botánica es U.

## Localización
El arboreto está ubicado en Doorn, provincia de Utrecht, a unos 25 km al este de la ciudad de Utrecht.
El Von Gimborn Arboretum (forma parte del Jardín Botánico de la Universidad de Utrecht), Vossensteinsesteeg 8, Doorn 
Netherlands-Holanda.52°2′0″N 5°18′30″E / 52.03333, 5.30833
El arboreto está abierto al público en general mediante una tarifa de entrada.

## Historia
Este Arboreto debe su nombre a su fundador, el fabricante alemán de tinta, Max Th. Von Gimborn (1872–1964), quien lo comenzó en 1924 como una colección privada de coníferas y plantas de la familia Ericaceae. La colección fue exhibida como un jardín paisajista de 23 hectáreas de extensión, diseñado por Gerard Bleeker. 
Fue adquirido por la Universidad de Utrecht en 1966.

## Colecciones
Actualmente es una de las mayores colecciones de coníferas de Europa occidental, y contiene además numerosas otras especies de árboles y arbustos.
Entre sus colecciones son de destacar,

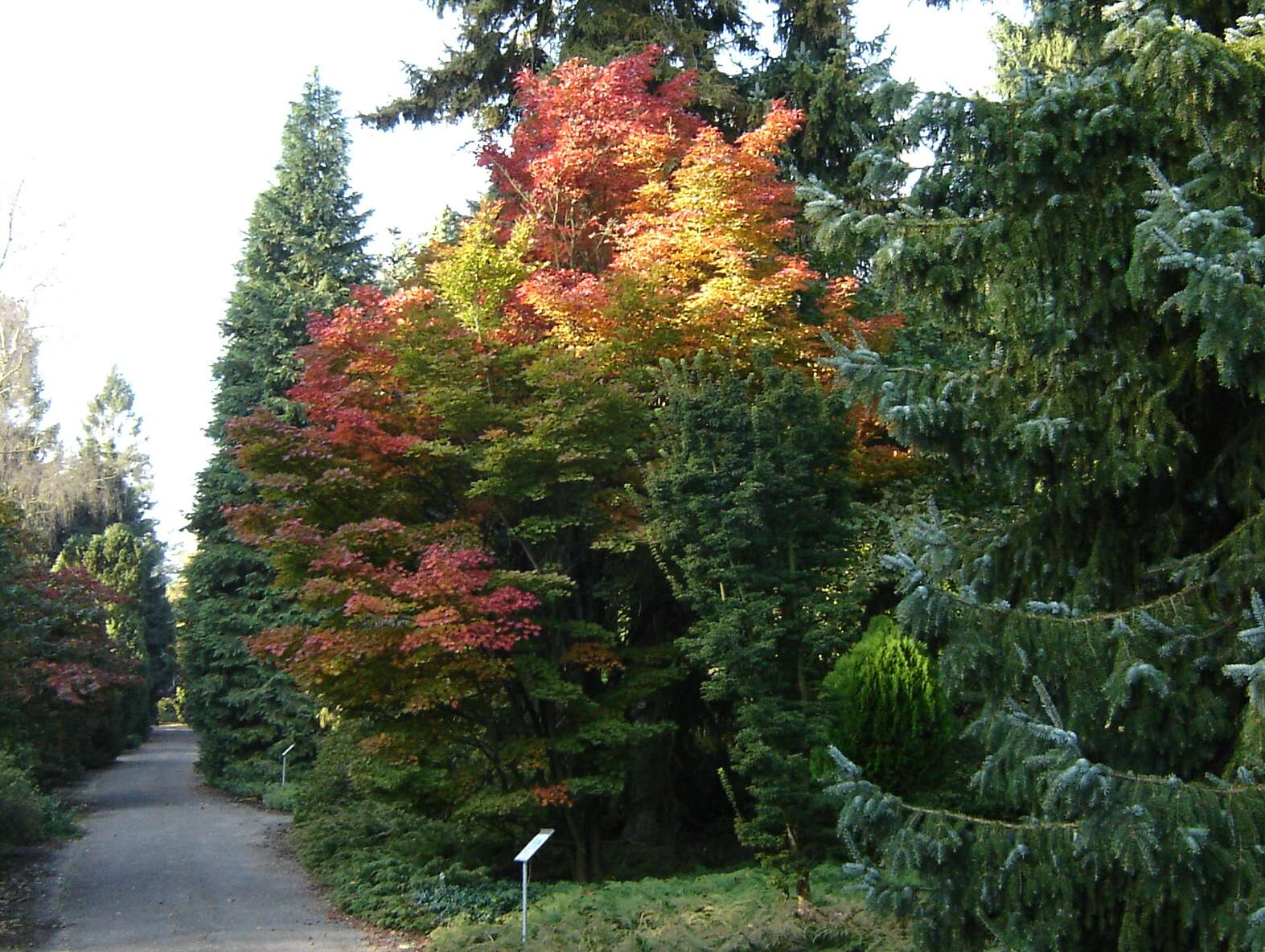
El Acer sieboldianum 'Osiris' en el Von Gimborn Arboretum.

- La colección nacional de coníferas (Pinophyta), (particularmente Tsuga 6 especies e híbridos naturales, y 28 cultivares),
- Ericaceae, y especialmente la colección de Rhododendron 36 taxones, 248 especies / variedades y 437 cultivares,
- Aceraceae, con 98 especies / variedades y 82 cultivares,
- Betulaceae, con 6 taxones, 124 especies / variedades y 35 cultivares
- Euonymus, 37 especies / variedades y 17 cultivares.
- Fraxinus, 37 especies / variedades y 14 cultivares.
- Laburnum, 3 especies / variedades y 5 cultivares.
- Magnolia, 21 especies / variedades y 33 cultivares
- Syringa, 32 especies / variedades y 35 cultivares

La mayoría de los numerosos cultivares de plantas leñosas existentes están originados en este arboreto. 